# Comuna Dubecine, Stara Vîjivka
Dubecine (în ucraineană Дубечне) este o comună în raionul Stara Vîjivka, regiunea Volînia, Ucraina, formată din satele Dubecine (reședința), Liutka, Mokre, Rokîta și Zaliuttea.

## Demografie
Componența lingvistică a satului Dubecine
     Ucraineană (99,38%)
     Alte limbi (0,55%)
Conform recensământului din 2001, majoritatea populației satului Dubecine era vorbitoare de ucraineană (99,38%), existând în minoritate și vorbitori de alte limbi.